# 1962 no jornalismo
Nesta página encontrará referências aos acontecimentos directamente relacionados com o jornalismo ocorridos durante o ano de 1962.

## Nascimentos
| Data           | Nome                  | Profissão                      | Nacionalidade | Observações | Ref   |
| -------------- | --------------------- | ------------------------------ | ------------- | ----------- | ----- |
| 1 de janeiro   | Ali Kamel             | jornalista e sociólogo         | Brasil        |             |       |
| 14 de março    | Francisco José Viegas | escritor e jornalista          | Portugal      |             | [ 1 ] |
| 29 de março    | Cléber Machado        | jornalista e locutor esportivo | Brasil        |             |       |
| 17 de Setembro | Fátima Bernardes      | jornalista                     | Brasil        |             |       |

## Mortes
| Data           | Nome         | Profissão                                                  | Nacionalidade | Observações | Ref |
| -------------- | ------------ | ---------------------------------------------------------- | ------------- | ----------- | --- |
| 25 de maio     | Júlio Dantas | médico, poeta, jornalista, político diplomata e dramaturgo | Portugal      | n. 1876     |     |
| 12 de dezembro | Pagu         | escritora, jornalista e militante comunista                | Brasil        | n. 1910     |     |